# محمد عمر بهته
محمد عمر بهته (انگلیسی: Muhammad Umar Bhutta؛ زادهٔ ۲۴ دسامبر ۱۹۹۲) بازیکن هاکی روی چمن اهل پاکستان است.

## حرفه
بوتا در ترکیب بازی های المپیک 2012 لندن، انگلستان قرار گرفت. 
در سال 2012، او کاپیتان تیم هاکی نوجوانان پاکستان برای هفتمین دوره مسابقات جام ملت های آسیا شد که در مالاکا ، مالزی برگزار شد. 
در سال 2013، بوتا به عنوان کاپیتان تیم ملی نوجوانان که نماینده پاکستان در جام جهانی هاکی نوجوانان بود، حفظ شد . 
در سال 2021، بوتا تیم پاکستان را در جام قهرمانان آسیا مردان رهبری کرد . 
در سال 2022، او کاپیتان تیم هاکی پاکستان در جریان بازی های کشورهای مشترک المنافع در بیرمنگام بود. 
او در سال 2023 کاپیتان تیم پاکستان در جام قهرمانان آسیا بود .